# Rasa Fonda (Vall de Lord)
La Rasa Fonda és un torrent afluent per l'esquerra de la Ribera de Cal Canonge, a la Vall de Lord. Neix a 2.172 msnm al vessant sud del Cap d'Urdet. El seu curs és de direcció predominant cap a les 7 del rellotge en el primer tram i cap a les 8 en el darrer. Desguassa a la Ribera de Cal Canonge a 1.493 msnm. Tota la seva conca forma part del territori integrat en el Pla d'Espais d'Interès Natural (PEIN) de la Generalitat de Catalunya i més concretament en l'espai de la Serra del Verd. Tot el seu recorregut el realitza pel terme municipal de la Coma i la Pedra.

## Xarxa hidrogràfica
La xarxa hidrogràfica de la Rasa Fonda està integrada per un total de 4 cursos fluvials. A banda de la pròpia rasa, els altres 3 són subsidiaris de 1r nivell de subsidiarietat.
La totalitat de la xarxa suma una longitud de 2.278 m.